# Lac Hancza
Le lac Hańcza est un lac situé dans la région de Suwałki dans la voïvodie de Podlachie en Pologne. 

## Présentation
Il est grand de 311.4 ha, long de 4.5 km et large de 1.2 km. Il est le plus profond lac de Pologne avec 108.5 m.  